# Aischgründer Karpfenmuseum
Das Aischgründer Karpfenmuseum wurde am 22. Mai 2008 im Alten Schloss der Stadt Neustadt an der Aisch eröffnet.

## Objekte
Es befindet sich im nördlichen Teil der denkmalgeschützten Altstadt, in den Räumen des ehemaligen Markgräflichen Schlosses, in dem auch das Markgrafenmuseum und KinderSpielWelten untergebracht sind.
Das Aischgründer Karpfenmuseum beschreibt die mehr als 1250-jährige Geschichte der einzigartigen Kulturlandschaft des mittleren Aischgrundes. Das wasserreiche, am Südrand des Steigerwaldes angrenzende Gebiet wurde zum Zentrum der Teichwirtschaft, wo noch heute weit über 5.000 Teiche mit einer Gesamtfläche von etwa 3.500 Hektar der Zucht einer speziellen Karpfenart, des Aischgründer Spiegelkarpfens, dienen.
Anhand zahlreicher Objekte sowie Multimedia-Stationen werden die Geschichte der Teichwirtschaft, die Arbeiten der Teichwirte, Flora und Fauna rund um den Teich, Karpfenzucht und Ökologie beleuchtet. Außerdem gibt es eine eigene Abteilung, die sich ganz dem kulinarischen Genuss widmet, und auch in Brauchtum und Kunst spielt der Karpfen nicht nur im Aischgrund eine Rolle.
In einem großen Aquarium sind lebende Karpfen zu sehen.

## Museumskomplex
Das Aischgründer Karpfenmuseum ist Teil der Museen im Alten Schloss. Das Markgrafenmuseum dokumentiert das Leben und Wirken der Markgrafen aus dem Hause Hohenzollern in der Region und bietet eine anschauliche Reise durch die Stadtgeschichte. Als regionale Besonderheit wartet die Feldgeschworenenabteilung des Markgrafenmuseums mit einer Ausstellung über eines der ältesten Ehrenämter auf, die Siebener. In den KinderSpielWelten befindet sich eine Sammlung von historischen Puppenhäusern, Puppenküchen und Kaufläden, die einen Blick in das Kinderspiel vergangener Zeiten erlauben.